# برنارد أرتشارد
برنارد أرتشارد (بالإنجليزية: Bernard Archard)‏ هو مخرج وممثل بريطاني، ولد في 20 أغسطس 1916 في المملكة المتحدة، وتوفي بنفس المكان في 1 مايو 2008.

## وصلات خارجية
- برنارد أرتشارد على موقع IMDb (الإنجليزية)
- برنارد أرتشارد على موقع ألو سيني (الفرنسية)
- برنارد أرتشارد على موقع أول موفي (الإنجليزية)
- برنارد أرتشارد على موقع قاعدة بيانات الأفلام السويدية (السويدية)
- برنارد أرتشارد على موقع قاعدة بيانات الفيلم (الإنجليزية)
- برنارد أرتشارد على موقع كينوبويسك (الروسية)